# 조시정
조시정(銚子町)은 지바현 가이조군에 일찍이 존재했던 정이다. 현재의 조시시 북동부에 해당한다.

## 지리
- 마을은 도네강의 남쪽 기슭에 위치하고 있다.
- 마을의 대부분은 평지로 이루어져 있다.

## 역사
- 1889년 4월 1일 - 정촌제 시행에 수반해 가이조군 조시정이 성립하였다.
- 1933년 2월 11일 - 혼조시 정, 니시조시 정, 도요우라 촌과 합병해, 조시시가 성립하여, 동일 조시정은 폐지되었다.

## 인구
| 1891년 | 7,739 |
| 1908년 | 8,902 |
| 1920년 | 9,933 |

## 교통

### 철도
- 일본국유철도 (→ 동일본 여객철도)
  - 소부 본선
- 조시 철도 (→ 조시 전기 철도)

## 참고문헌
- 大日本篤農家名鑑編纂所編『大日本篤農家名鑑』大日本篤農家名鑑編纂所、1910年。
- 衆議院事務局編『衆議院議員略歴 第1回乃至第19回』衆議院事務局、1936年。
- 角川日本地名大辞典編纂委員会『가도카와 일본 지명 대사전 12 千葉県』、가도카와 쇼텐、1984年 ISBN 4040011201
- 『続銚子市史 1 昭和初期』、銚子市、1983年